# (8680) Rone
(8680) Rone (1992 EJ9) – planetoida z pasa głównego asteroid okrążająca Słońce w ciągu 5 lat i 203 dni w średniej odległości 3,14 au. Została odkryta 2 marca 1992 roku.